# Lennon (álbum)
Lennon es un box set de cuatro discos compactos que incluye la mayor parte del catálogo musical del músico británico John Lennon, publicado en 1990.
Recopilado por el autor más destacado en las sesiones de grabación de The Beatles, Mark Lewisohn, Lennon abarca la carrera musical de John al completo, extendiéndose desde el álbum Live Peace in Toronto 1969 hasta Menlove Ave..
Lennon, que nunca entró en las listas de éxitos británicas o estadounidensas, fue retirado del catálogo musical del músico a finales de los años noventa.

## Lista de canciones
Todas las canciones compuestas por John Lennon, excepto donde se anota.

### Disco uno
1. "Give Peace A Chance" - 4:54
2. "Blue Suede Shoes" (Carl Perkins) - 2:38
3. "Money (That's What I Want)" (Bradford/Berry Gordy) - 3:25
4. "Dizzy Miss Lizzy" (Larry Williams) - 3:12
5. "Yer Blues" (John Lennon/Paul McCartney) - 3:53
6. "Cold Turkey" - 5:02
7. "Instant Karma!" - 3:12
8. "Mother" - 5:06
9. "Hold On" - 1:52
10. "I Found Out" - 3:35
11. "Working Class Hero" - 3:49
12. "Isolation" - 2:51
13. "Remember" - 4:33
14. "Love" - 3:21
15. "Well Well Well" - 5:58
16. "Look At Me" - 2:53
17. "God" - 4:09
18. "My Mummy's Dead" - 0:50
19. "Power to the People" - 3:03
20. "Well (Baby Please Don't Go)" (Ward) - 3:56

### Disco dos
1. "Imagine" - 3:01
2. "Crippled Inside" - 3:46
3. "Jealous Guy" - 4:13
4. "It's So Hard" - 2:25
5. "Give Me Some Truth" - 3:15
6. "Oh My Love" (John Lennon/Yōko Ono) - 2:42
7. "How Do You Sleep?" - 5:33
8. "How?" - 3:42
9. "Oh Yoko!" - 4:18
10. "Happy Xmas (War Is Over)" (John Lennon/Yoko Ono) - 3:22
11. "Woman Is The Nigger Of The World" (John Lennon/Yoko Ono) - 5:14
12. "New York City" - 4:29
13. "John Sinclair" - 3:28
14. "Come Together" (John Lennon/Paul McCartney) - 4:21
15. "Hound Dog" (Jerry Leiber/Mike Stoller) - 3:10
16. "Mind Games" - 4:11
17. "Aisumasen (I'm Sorry)" - 4:43
18. "One Day (At A Time)" - 3:07
19. "Intuition" - 3:07
20. "Out The Blue" - 3:20

### Disco tres
1. "Whatever Gets You Thru the Night" - 3:25
2. "Going Down On Love" - 3:54
3. "Old Dirt Road" (John Lennon/Harry Nilsson) - 4:09
4. "Bless You" - 4:37
5. "Scared" - 4:39
6. "#9 Dream" - 4:48
7. "Surprise, Surprise (Sweet Bird Of Paradox)" - 2:55
8. "Steel And Glass" - 4:37
9. "Nobody Loves You (When You're Down And Out)" - 5:10
10. "Stand by Me" (Ben E. King/Jerry Leiber/Mike Stoller) - 3:28
11. "Ain't That A Shame" (Fats Domino/Bartholemew) - 2:30
12. "Do You Wanna Dance" (Bobby Freeman) - 2:52
13. "Sweet Little Sixteen" (Chuck Berry) - 3:00
14. "Slippin' And Slidin'" (Penniman/Bocage/Collins/Smith) - 2:16
15. "Angel Baby" (Hamlin) - 3:39
16. "Just Because" (Lloyd Price) - 4:25
17. "Whatever Gets You Thru the Night (Live)" - 4:19
18. "Lucy in the Sky with Diamonds" (John Lennon/Paul McCartney) - 5:58
19. "I Saw Her Standing There" (John Lennon/Paul McCartney) - 3:28
  - Temas 17-19 grabados en directo en el Madison Square Garden de Nueva York el 28 de noviembre de 1974

### Disco cuatro
1. "(Just Like) Starting Over" - 3:56
2. "Cleanup Time" - 2:57
3. "I'm Losing You" - 3:56
4. "Beautiful Boy (Darling Boy)" - 4:01
5. "Watching the Wheels" - 3:31
6. "Woman" - 3:32
7. "Dear Yoko" - 2:33
8. "I'm Stepping Out" - 4:06
9. "I Don't Wanna Face It" - 3:21
10. "Nobody Told Me" - 3:33
11. "Borrowed Time" - 4:28
12. "(Forgive Me) My Little Flower Princess" - 2:27
13. "Every Man has a Woman who Loves Him" (Yoko Ono) - 3:31
14. "Grow Old With Me" - 3:07

- Datos: Q1818104